# ثغرة مقربة

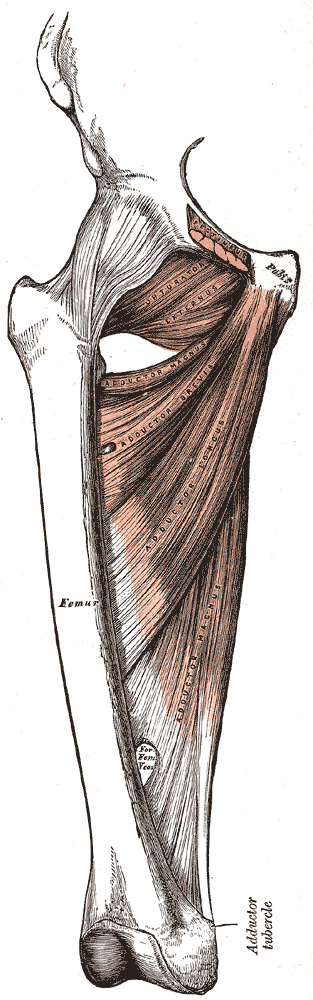
"العضلات العميقة للمنطقة الإنسية من الفخذ. (تظهر الفتحة المُقرِّبة كفتحة في العضلة المُقرِّبة الكبيرة في الجزء السفلي الأيسر)."

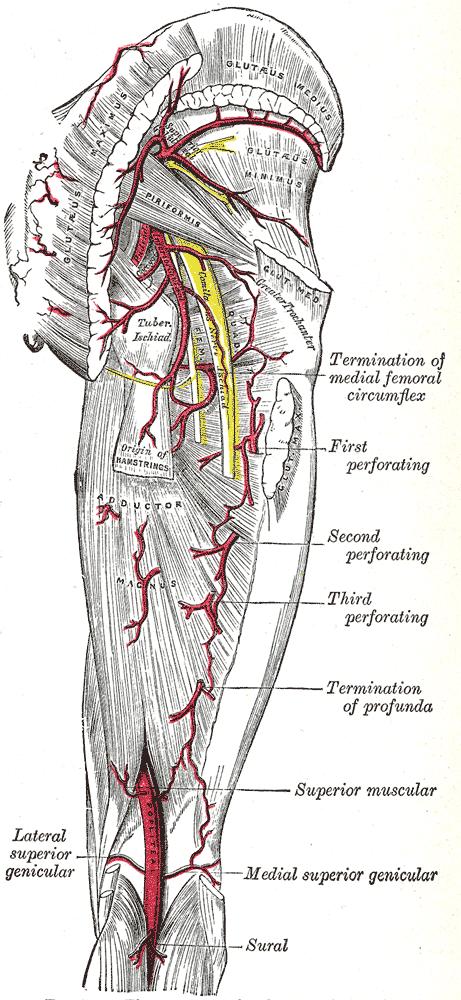
"شرايين المنطقة الألوية والخلفية للفخذ. (الفتحة المُقرِّبة غير مُعلمة، لكن الشريان المأبضي ظاهر في أسفل المنتصف)."

في علم التشريح البشري، تُعرف الثغرة المُقَرِّبة أيضًا باسم الثغرة الكبرى، وهي فتحة تقع بين عضلة المُقَرِّب الكبرى وعظمة الفخذ، وتسمح بمرور الأوعية الدموية الفخذية من الجزء الأمامي للفخذ إلى الجزء الخلفي، ومن ثم إلى الحفرة المأبضية (خلف الركبة). تُعتبر هذه الثغرة نهاية القناة المُقَرِّبة، وتقع على بُعد يتراوح بين 8 إلى 13.5 سنتيمترًا فوق الحدبة المُقَرِّبة.

## البنية
صُنِّفت الثغرة المُقَرِّبة وفقًا لشكلها والأنسجة المحيطة بها. فقد وُصفت الثغرة بأنها إما بيضوية الشكل أو قوسية(على هيئة جسر)، وذلك حسب شكل حدها العلوي. كما يمكن تصنيفها إلى نوع عضلي أو ليفي، تبعًا لما إذا كانت الأنسجة المحيطة بها تنتمي إلى الجزء العضلي أو الجزء الوَتري من عضلة المُقَرِّب الكبرى. فعلى سبيل المثال، يُظهر الرسم العلوي على الجانب الأيمن ثغرة مُقَرِّبة بيضوية الشكل من النوع الليفي، بينما يُظهر الرسم السفلي ثغرة من النوع العضلي القوسي.
ترتبط أربعُ بُنى تشريحية بالثغرة المُقَرِّبة، إلا أن بنيتين فقط تمران من خلالها وتغادران عبرها، وهما: الشريان الفخذي والوريد الفخذي. وما إن يخرجا من الثغرة حتى يُعرفا باسم الشريان المأبضي والوريد المأبضي، حيث يشكّلان شبكة من المفاغرات تُعرف باسم الشرايين الركبية، والتي تُغذِّي مفصل الركبة.
أما البُنيتان الأخريان المرتبطتان بالثغرة المُقَرِّبة فهما الشريان الركبي النازل والعصب الصافن. وتجدر الإشارة إلى أن العصب الصافن لا يخرج عبر الثغرة المُقَرِّبة، بل يخترق سقف القناة المُقرِّبة ويظهر على السطح في منتصف القناة المُقَرِّبة.

## الأهمية السريرية

### كسر الطرف البعيد لعظم الفخذ
وهو حدوث كسر في منطقة فوق اللقمتين لعظم الفخذ، حيث يرتبط الجزء المُقَرِّب من عضلة المُقَرِّب الكبرى، وقد يؤدي في الغالب إلى إصابة الشريان الفخذي، مما قد يسبب اضطرابًا في إمداد الدم للساق السفلية. كما يمكن أن يتعرض الشريان المأبضي للتلف أيضًا نتيجة لكسر في الطرف البعيد لعظم الفخذ.

### متلازمة انضغاط الشريان المأبضي
يمكن أن تسهم الاضطرابات في العلاقة التشريحية بين الثغرة المُقَرِّبة والشريان المأبضي في حدوث حالة متلازمة انضغاط الشريان المأبضي.

## صور إضافية

مخطط للشرايين المتفرعة من الشريان الحرقفي الخارجي والشريان الفخذي
الفتحة المُقرِّبة تُرى كفتحة في العضلة المُقرِّبة الكبيرة